# Selatură
Selatură a punții se numește curbura longitudinală a punții, datorită căreia prova și pupa sunt mai înalte decât mijlocul navei. Forma curbă a punții apără nava contra inundării de către valurile ce se sparg în prova și-i mărește flotabilitatea în cazul inundării unui compartiment din pupa sau din prova. Prova prezintă amplitudini de lăsare mai mari în comparație cu pupa.